# WIRIS
WIRIS es un programa de álgebra computacional usado en línea (online) con propósitos educativos.
Actualmente (2010) ofrece servicios a comunidades educativas en Europa (España, Italia, Estonia, Luxemburgo, Holanda, Finlandia), Canadá e Hispanoamérica, los cuales son ofrecidos en los idiomas de los anteriores países.
WIRIS está integrada, entre otras, en la plataforma Moodle.